# Torres Calcio 1987-1988
Questa voce raccoglie le informazioni riguardanti la Torres Calcio nelle competizioni ufficiali della stagione 1987-1988.

## Rosa
| N. |                   | Ruolo | Calciatore           |
| -- | ----------------- | ----- | -------------------- |
|    | Italia (bandiera) | A     | Attilio Bardi        |
|    | Italia (bandiera) | D     | Francesco Cariola    |
|    | Italia (bandiera) | C     | Angelo Conca         |
|    | Italia (bandiera) | D     | Angelo Del Favero    |
|    | Italia (bandiera) | C     | Andrea Di Rosa       |
|    | Italia (bandiera) | C     | Lucio Sergio Dossena |
|    | Italia (bandiera) | A     | Roberto Ennas        |
|    | Italia (bandiera) | A     | Giuseppe Galli       |
|    | Italia (bandiera) | D     | Sandro Loi           |
|    | Italia (bandiera) | D     | Paolo Mazzeni        |

| N. |                   | Ruolo | Calciatore          |
| -- | ----------------- | ----- | ------------------- |
|    | Italia (bandiera) | C     | Paolo Pasini        |
|    | Italia (bandiera) | C     | Vittorio Petrella   |
|    | Italia (bandiera) | C     | Mario Piga          |
|    | Italia (bandiera) | P     | Sergio Pinna        |
|    | Italia (bandiera) | A     | Giovanni Roccotelli |
|    | Italia (bandiera) | P     | Giovanni Maria Ruiu |
|    | Italia (bandiera) | C     | Michele Tamponi     |
|    | Italia (bandiera) | A     | Walter Tolu         |
|    | Italia (bandiera) | A     | Gianfranco Zola     |

## Risultati

### Campionato

#### Girone di andata
| 20 settembre 1987 1ª giornata | Torres | 1 – 0 | Salernitana |  |

| 27 settembre 1987 2ª giornata | Licata | 0 – 0 | Torres |  |

| 4 ottobre 1987 3ª giornata | Torres | 2 – 0 | Campobasso |  |

| 11 ottobre 1987 4ª giornata | Monopoli | 2 – 0 | Torres |  |

| 18 ottobre 1987 5ª giornata | Torres                       | 0 – 0 | Cagliari | \| Arbitro: \| Trentalange Alfredo (Torino) \| |
| Arbitro:                    | Trentalange Alfredo (Torino) |       |          |                                                |

| 25 ottobre 1987 6ª giornata | Brindisi | 0 – 0 | Torres |  |

| 1º novembre 1987 7ª giornata | Torres | 1 – 0 | Teramo |  |

| 8 novembre 1987 8ª giornata | Torres | 1 – 0 | Foggia |  |

| 15 novembre 1987 9ª giornata | Catania | 2 – 2 | Torres |  |

| 22 novembre 1987 10ª giornata | Torres | 0 – 0 | Francavilla |  |

| 29 novembre 1987 11ª giornata | Nocerina | 3 – 0 | Torres |  |

| 6 dicembre 1987 12ª giornata | Torres | 1 – 0 | Casertana |  |

| 13 dicembre 1987 13ª giornata | Cosenza | 1 – 0 | Torres |  |

| 20 dicembre 1987 14ª giornata | Torres | 3 – 1 | Frosinone |  |

| 3 gennaio 1988 15ª giornata | Reggina | 1 – 1 | Torres |  |

| 10 gennaio 1988 16ª giornata | Torres | 1 – 1 | Campania Puteolana |  |

| 17 gennaio 1988 17ª giornata | Ischia Isolaverde | 2 – 2 | Torres |  |

#### Girone di ritorno
| 24 gennaio 1988 18ª giornata | Salernitana | 0 – 0 | Torres |  |

| 31 gennaio 1988 19ª giornata | Torres | 1 – 2 | Licata |  |

| 7 febbraio 1988 20ª giornata | Campobasso | 3 – 0 | Torres |  |

| 21 febbraio 1988 21ª giornata | Torres | 0 – 0 | Monopoli |  |

| 28 febbraio 1988 22ª giornata | Cagliari | 1 – 1 | Torres |  |

| 6 marzo 1988 23ª giornata | Torres | 0 – 0 | Brindisi |  |

| 13 marzo 1988 24ª giornata | Teramo | 1 – 2 | Torres |  |

| 20 marzo 1988 25ª giornata | Foggia | 0 – 1 | Torres |  |

| 2 aprile 1988 26ª giornata | Torres | 1 – 0 | Catania |  |

| 10 aprile 1988 27ª giornata | Francavilla | 1 – 0 | Torres |  |

| 17 aprile 1988 28ª giornata | Torres | 5 – 0 | Nocerina |  |

| 24 aprile 1988 29ª giornata | Casertana | 2 – 0 | Torres |  |

| 8 maggio 1988 30ª giornata | Torres | 0 – 1 | Cosenza |  |

| 15 maggio 1988 31ª giornata | Frosinone | 0 – 0 | Torres |  |

| 22 maggio 1988 32ª giornata | Torres | 1 – 1 | Reggina |  |

| 29 maggio 1988 33ª giornata | Campania Puteolana | 2 – 2 | Torres |  |

| 5 giugno 1988 34ª giornata | Torres | 0 – 0 | Ischia Isolaverde |  |